# Дуальні числа
Дуальні числа (комплексні числа параболічного типу) — гіперкомплексні числа виду {\displaystyle a+\varepsilon b}, де {\displaystyle a,b} — дійсні числа; {\displaystyle \varepsilon } — уявна одиниця, така що {\displaystyle \varepsilon ^{2}=0}.
Множина всіх дуальних чисел утворює двовимірну комутативну асоціативну алгебру з одиницею над полем дійсних чисел {\displaystyle \mathbb {R} }. На відміну від поля комплексних чисел, ця алгебра містить дільники нуля, причому всі вони мають вигляд {\displaystyle a\varepsilon }.
Дуальні числа — одна із двовимірних гіперкомплексних систем поряд з комплексними та подвійними числами.

## Визначення

### Алгебраїчне визначення
Дуальні числа — це пари дійсних чисел виду {\displaystyle (a,\;b)}, для яких визначені операції множення і додавання за правилами:
{\displaystyle \ (a_{1},\;b_{1})+(a_{2},\;b_{2})=(a_{1}+a_{2},\;b_{1}+b_{2})}
{\displaystyle \ (a_{1},\;b_{1})*(a_{2},\;b_{2})=(a_{1}a_{2},\;a_{1}b_{2}+a_{2}b_{1})}
Числа виду {\displaystyle (a,\;0)} ототожнюються при цьому з дійсними числами, а число {\displaystyle (0,\;1)} позначається {\displaystyle \varepsilon }, після чого визначаючі тотожності приймають вигляд:
{\displaystyle \varepsilon ^{2}=0,\quad (a,\;b)=a+b\varepsilon }
{\displaystyle (a_{1}+\varepsilon b_{1})+(a_{2}+\varepsilon b_{2})=(a_{1}+a_{2})+\varepsilon (b_{1}+b_{2}),}
{\displaystyle (a_{1}+\varepsilon b_{1})(a_{2}+\varepsilon b_{2})=(a_{1}a_{2})+\varepsilon (a_{1}b_{2}+a_{2}b_{1}).}

### Матричне представлення
Дуальні числа можна представити як матриці з дійсних чисел, при цьому додаванню дуальних чисел відповідає додавання матриць, а множенню чисел — множення матриць. Покладемо {\displaystyle \varepsilon ={\begin{pmatrix}0&1\\0&0\end{pmatrix}}}.
Тоді довільне дуальне число набуде вигляду
{\displaystyle a+b\varepsilon ={\begin{pmatrix}a&b\\0&a\end{pmatrix}}}.

### Показникова форма
Для експоненти з дуальним показником вірною є наступна рівність:
{\displaystyle \mathrm {e} ^{\varepsilon x}=1+\varepsilon x}
Дана формула дозволяє представити будь-який дуальне число в показниковій формі і знайти його логарифм по дійсній основі. Вона може бути доведена розкладанням експоненти в ряд Тейлора:
{\displaystyle \mathrm {e} ^{\varepsilon x}=1+\varepsilon x+{\frac {(\varepsilon x)^{2}}{2!}}+{\frac {(\varepsilon x)^{3}}{3!}}+\cdots }
При цьому всі члени вище першого порядку дорівнюють нулю.

## Корені
Корінь n-го ступеня з числа виду {\displaystyle a+\varepsilon b} визначається як:
{\displaystyle {\sqrt[{n}]{a}}+{\frac {\varepsilon b}{n{\sqrt[{n}]{a^{n-1}}}}}}

## Диференціювання
Дуальні числа дозволяють проводити автоматичне диференціювання функцій. Розглянемо для початку дійсний многочлен виду {\displaystyle P(x)=p_{0}+p_{1}x+p_{2}x^{2}+\ldots +p_{n}x^{n}}. Природно продовжити його область визначення з дійсних чисел на дуальні числа. Нескладно переконатися, що при цьому {\displaystyle P(a+b\varepsilon )=P(a)+bP'(a)\varepsilon } — похідна многочлена {\displaystyle P} по {\displaystyle x}. Після цього є природним продовжити область визначення всіх трансцендентних функцій на площину дуальних чисел за правилом {\displaystyle f(a+b\varepsilon )=f(a)+bf'(a)\varepsilon }, де {\displaystyle f'} — похідна функції {\displaystyle f}. Таким чином, виконуючи обчислення не над дійсними, а над дуальним числами, можна автоматично отримувати значення похідної функції в точці. Особливо зручно розглядати таким чином композиції функцій.
Можна провести аналогію між дуальним числами і нестандартним аналізом. Уявна одиниця ε кільця дуальних чисел багато в чому подібна до нескінченно малого числа з нестандартного аналізу: будь-який степінь (вище першого) {\displaystyle \varepsilon } у точності дорівнює 0, у той час як будь-який степінь нескінченно малого числа приблизно дорівнює 0 (є нескінченно малою більш високого порядку). Значить, якщо {\displaystyle \delta } — нескінченно мале число, то з точністю до {\displaystyle O(\delta ^{2})} гіпердійсні числа ізоморфні дуальним.